# Bolívar (Uruguay)
Bolívar es una localidad uruguaya del departamento de Canelones, e integra el municipio de Tala.

## Geografía
La localidad se encuentra ubicada al norte del departamento de Canelones, entre las costas del Río Santa Lucía y la cañada Bolívar, sobre la ruta nacional 7 junto al límite con el departamento de Florida. Dista 93 km de Montevideo, mientras que las localidades más próximas son Fray Marcos (4 km) y Tala (15 km).

## Historia
Fue fundado en 1886. Su nombre homenajea al prócer venezolano Simón Bolívar. En 2005, el presidente venezolano Hugo Chávez visitó esta localidad.

## Población
Según el censo de 2011 la localidad contaba con una población de 139 habitantes.
| 110           | 107 | 100 | 152 | 94 | 139 |
| (Fuente: INE) |     |     |     |    |     |

## Deporte
Desde el año 2023 la Institución Atlética Potencia tiene una escuela de fútbol para ambos géneros en la cancha de fútbol del Centro Cívico.